# Myles Jeffrey
Myles David Jeffrey (Condado de Riverside, 5 de outubro de 1990) é um ator, dublador e artista de voice-over norte-americano. Começou a participar de produções de cinema e televisão ainda na infância.

## Primeiros anos e educação
Nascido no Condado de Riverside, na Califórnia, Jeffrey é filho de Dave e Laura Jeffrey. Tem dois irmãos mais velhos, um dos quais é o ator Kyle Jeffrey. Aos seis anos, marcou 165 pontos num teste de QI, sendo certificado como gênio. Foi aceito como membro pela Mensa International e, durante o último ano do ensino médio, destacou-se como semifinalista na competição Jeopardy!. Dedicou-se a estudos de língua inglesa, graduando-se Bachelor of Arts pela Universidade da Califórnia em Los Angeles e Master of Arts pela Claremont Graduate University. No início da década de 2020, cursava um PhD na Universidade do Texas em Austin e trabalhava com escrita de roteiros.

## Carreira
Desde que estreou em um comercial de pizza aos cinco anos, Myles trabalhou constantemente na indústria cinematográfica e televisiva. Começou a atuar em 1997 na telessérie Lois & Clark: The New Adventures of Superman. Nesse mesmo ano, estreou no cinema no longa-metragem Face/Off, estrelado por John Travolta e Nicolas Cage; Jeffrey interpretou um garoto assassinado nos primeiros minutos do filme e que é filho do personagem de Travolta. Seguiram-se papéis regulares nas séries Beverly Hills, 90210, no qual interpretou o filho da personagem de Hilary Swank, e Early Edition, além de participações em episódios de programas como Touched by an Angel.
Jeffrey recebeu prêmios e indicações ao longo de sua carreira, incluindo o Young Artist Award. Também destacou-se por trabalhos de dublagem, principalmente em séries de animação como Whatever Happened to Robot Jones? (Cartoon Network), Recess (Disney) e Stuart Little (HBO), derivada do filme homônimo. No início dos anos 2000, desempenhou papéis de destaque em alguns filmes originais do Disney Channel, entre os quais Stepsister from Planet Weird e Mom's Got a Date with a Vampire.

## Filmografia

### Cinema
| Ano  | Título                          | Papel             | Notas                     | Ref.   |
| ---- | ------------------------------- | ----------------- | ------------------------- | ------ |
| 1997 | Face/Off                        | Michael Archer    |                           | [ 11 ] |
| 1997 | The Ugly Duckling               | Os trigêmeos      | Voz                       | [ 12 ] |
| 1998 | The Jungle Book: Mowgli's Story | Filhote de lobo   | Diretamente em vídeo; voz | [ 12 ] |
| 1998 | The Odd Couple II               | Garotinho         |                           | [ 11 ] |
| 1998 | Babe: Pig in the City           | Easy              | Voz                       | [ 11 ] |
| 1998 | An All Dogs Christmas Carol     | Scruffy           | Voz                       | [ 13 ] |
| 1999 | Baby Geniuses                   |                   | Voz                       | [ 14 ] |
| 2000 | The Road to El Dorado           |                   | Voz adicional (grupo)     | [ 11 ] |
| 2001 | Tart                            | Peter Storm       |                           | [ 15 ] |
| 2002 | The Santa Clause 2              | Elfo              | Não creditado             | [ 14 ] |
| 2003 | Recess: Taking the Fifth Grade  | T.J. Detweiler    | Diretamente em vídeo; voz | [ 12 ] |
| 2003 | Recess: All Growed Down         | T.J. Detweiler    | Diretamente em vídeo; voz | [ 12 ] |
| 2003 | Timecop: The Berlin Decision    | Garoto jornaleiro | Diretamente em vídeo      | [ 16 ] |
| 2003 | Hoodlum and Son                 | Archie Ellroy     |                           | [ 11 ] |
| 2006 | The Ant Bully                   | Steve             | Voz                       | [ 11 ] |
| 2011 | 11:11                           | Zach / Brian      | Diretamente em vídeo      | [ 17 ] |
| 2018 | Reprisal                        | Jake              |                           | [ 17 ] |

### Televisão
| Ano     | Título                                       | Papel                    | Notas                                   | Ref.   |
| ------- | -------------------------------------------- | ------------------------ | --------------------------------------- | ------ |
| 1997    | Lois & Clark: The New Adventures of Superman | Ryan                     | Episódio: "Toy Story"                   | [ 14 ] |
| 1997    | Merry Christmas, George Bailey               | Tommy Bailey             | Especial                                | [ 14 ] |
| 1997-98 | Beverly Hills, 90210                         | Zach Reynolds            | Elenco regular                          | [ 14 ] |
| 1998-99 | Early Edition                                | Henry Paget              | Elenco regular                          | [ 14 ] |
| 1998    | Gilroys                                      |                          | Piloto                                  | [ 14 ] |
| 2000    | Geppetto                                     |                          | Telefilme                               | [ 14 ] |
| 2000    | Stepsister from Planet Weird                 | Trevor Larson            | Telefilme                               | [ 15 ] |
| 2000    | Mom's Got a Date with a Vampire              | Taylor Hansen            | Telefilme                               | [ 15 ] |
| 2000    | ER                                           | Jeff                     | Episódio: "The Greatest of Gifts"       | [ 18 ] |
| 2000    | Popular                                      | Bruno                    | Episódio: "The Consequences of Falling" | [ 14 ] |
| 2001    | Family Law                                   | Charlie Sullivan         | Episódio: "Safe at Home"                | [ 14 ] |
| 2001    | No Ordinary Girl                             | Henry Belmore            | Piloto                                  | [ 14 ] |
| 2001    | The Misadventures of Fiona Plum              |                          | Piloto                                  | [ 14 ] |
| 2002    | Whatever Happened to Robot Jones?            | Cubey                    | Voz                                     | [ 14 ] |
| 2002    | Rocket Power                                 | Turista / Jovem Ray      | Episódio: "The Lingos"; voz             | [ 14 ] |
| 2002    | Touched by an Angel                          | Justin                   | Episódio: "Forever Young"               | [ 18 ] |
| 2003    | Frozen Impact                                | Jason Blanchard          | Telefilme                               | [ 15 ] |
| 2003    | Code 11-14                                   | Johnny Novack            | Telefilme                               | [ 15 ] |
| 2003    | Stuart Little                                | George Little            | Elenco regular                          | [ 19 ] |
| 2007    | Jeopardy!                                    | Ele mesmo                | Quiz show; semifinalista                | [ 20 ] |
| 2012    | Pound Puppies                                | Adolescente / Anunciante | Episódio: "Zipper the Zoomit Dog"       | [ 21 ] |

## Prêmios e indicações
| Ano  | Premiação          | Categoria                                                                         | Obra                            | Resultado | Ref.   |
| ---- | ------------------ | --------------------------------------------------------------------------------- | ------------------------------- | --------- | ------ |
| 1999 | YoungStar Award    | Melhor desempenho de um talento de voz                                            | Babe: Pig in the City           | Venceu    | [ 22 ] |
| 1999 | Young Artist Award | Melhor desempenho de voz em cinema ou TV – melhor ator jovem                      | Babe: Pig in the City           | Indicado  | [ 23 ] |
| 1999 | Young Artist Award | Melhor atuação em telessérie de drama – ator coadjuvante jovem                    | Early Edition                   | Indicado  | [ 23 ] |
| 2000 | Young Artist Award | Melhor atuação em telessérie de drama – jovem ator de dez anos ou menos           | Early Edition                   | Venceu    | [ 24 ] |
| 2001 | Young Artist Award | Melhor atuação em telefilme (comédia ou drama) – jovem ator de dez anos ou menos  | Mom's Got a Date with a Vampire | Venceu    | [ 25 ] |
| 2002 | Young Artist Award | Melhor atuação em telessérie (comédia ou drama) – jovem ator de dez anos ou menos | ER                              | Indicado  | [ 26 ] |
| 2003 | Young Artist Award | Melhor atuação em telessérie de drama – jovem ator convidado                      | Touched by an Angel             | Indicado  | [ 27 ] |